# 中全音律
中全音律（ちゅうぜんおんりつ、英: meantone temperament）は、三度音程の純正度を確保するために、完全五度を純正音程よりも僅かに狭めた音律である。全音の音程が大全音（9/8）と小全音（10/9）の間の大きさとなるために中全音律と呼ばれる。ミーントーンと呼ばれることも多い。15～19世紀に主に鍵盤楽器の調律で使用された。狭義には純正な長三度が得られる1/4コンマ中全音律を指す。

## 1/4コンマ中全音律

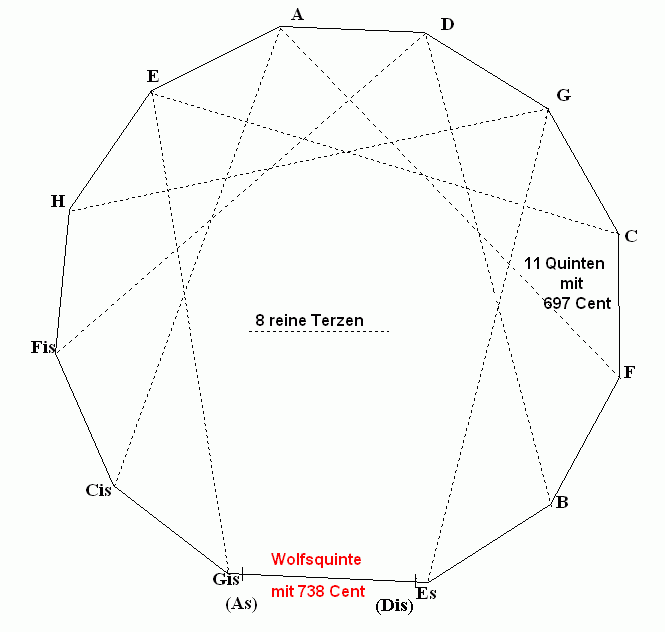
1/4コンマ中全音律の五度圏

1/4コンマ中全音律(en:Quarter-comma meantone)は、ピタゴラス音律の純正な完全五度を1/4シントニックコンマ狭くすることで、純正な長三度を得るものである。
1つの長三度と2つのオクターヴをあわせた長十七度の音程 (e.g. D4-D5-D6-F6♯) は、4つの完全五度の積み重ね (e.g. D4-A4-E5-B5-F6♯) としても表現できる。
長十七度を純正な長三度 (5/4) と2つのオクターヴ (2/1) を用いて表すと
{\displaystyle \left({2 \over 1}\right)^{2}\cdot {5 \over 4}=5}
一方、純正な完全五度 (3/2) を4つ積み重ねたものとして表すと
{\displaystyle \left({3 \over 2}\right)^{4}={81 \over 16}={80 \over 16}\cdot {81 \over 80}=5\cdot {81 \over 80}}
これはピタゴラス音律の長三度が純正音程よりも81/80だけ広いことを意味している。この差をシントニックコンマと呼び、約21.506セントである。
{\displaystyle 1200\log _{2}{81 \over 80}\ {\hbox{cents}}\approx 21.506\ {\hbox{cents}}}
ピタゴラス音律の完全五度を純正音程から1/4シントニックコンマ狭めることで、4つの完全五度の積み重ねが純正な長十七度 (5/1) と一致し、純正な長三度が得られる。
xを狭められた完全五度とすると、4つの完全五度の積み重ねが5/1になるので
{\displaystyle x^{4}=5\ }
したがって完全五度は
{\displaystyle x={\sqrt[{4}]{5}}=5^{1/4}\approx 1.495349}
この1/4コンマ中全音律の完全五度は約696.578セントである
{\displaystyle 1200\log _{2}5^{1/4}\ {\hbox{cents}}\approx 696.578\ {\hbox{cents}}}
これは純正な完全五度よりも少しだけ狭い。
{\displaystyle 3/2=1.5=1200\log _{2}{3 \over 2}\ {\hbox{cents}}\approx 701.955\ {\hbox{cents}}}
両者の差は1/4シントニックコンマである。
{\displaystyle \approx 701.955-696.578\approx 5.377\approx \left({\frac {1}{4}}\cdot 21.506\right)\ {\hbox{cents}}}
半音階の12の音は、ある音を起点に完全五度ずつ上昇、下降を繰り返すことによって得られる。これは完全五度の大きさが少し異なること以外はピタゴラス音律と同様である。
ピタゴラス音律と同様に、この方法で得られるA♭とG♯は一致しない (約41.059セントの差が生じる)。したがって、半音階を構成するために、A♭を省いてE♭からG♯までの12音を用いた場合、G♯からE♭への音程は、他の調整された完全五度とは逆に、純正な完全五度よりも大分広い約737.637セントとなる。この広い五度による和音は、顕著なうなりを生じるため、狼の吠声に例えてウルフの五度(en:Wolf interval)と呼ばれる。この音程は一般には実用に耐えないため、使用できる調は限定されたものとなる。1/4コンマ中全音律では一般的に調号が♯が3つあるいは♭が2つより多い調は演奏不可能とされる。
以下の表にD音を起点とした1/4コンマ中全音律の半音階の各音の、Dからの音程の大きさを周波数比とセント値で記す。計算式の{\displaystyle x={\sqrt[{4}]{5}}=5^{1/4}}は調整され狭められた完全五度である。
| 音名 | Dからの音程 | 計算式                                                    | 比率       | 大きさ (セント) |
| ---- | ----------- | --------------------------------------------------------- | ---------- | --------------- |
| A♭   | 減五度      | {\displaystyle x^{-6}/2^{-4}={\frac {16{\sqrt {5}}}{25}}} | 1.43108351 | 620.529         |
| E♭   | 短二度      | {\displaystyle x^{-5}/2^{-3}={\frac {8{\sqrt {5}}x}{25}}} | 1.06998449 | 117.108         |
| B♭   | 短六度      | {\displaystyle x^{-4}/2^{-3}={\frac {8}{5}}}              | 1.60000000 | 813.686         |
| F    | 短三度      | {\displaystyle x^{-3}/2^{-2}={\frac {4x}{5}}}             | 1.19627902 | 310.265         |
| C    | 短七度      | {\displaystyle x^{-2}/2^{-2}={\frac {4{\sqrt {5}}}{5}}}   | 1.78885438 | 1006.843        |
| G    | 完全四度    | {\displaystyle x^{-1}/2^{-1}={\frac {2{\sqrt {5}}x}{5}}}  | 1.33748061 | 503.422         |
| D    | 一度        | {\displaystyle x^{0}/2^{0}=1}                             | 1.00000000 | 0.0             |
| A    | 完全五度    | {\displaystyle x^{1}/2^{0}=x}                             | 1.49534878 | 696.578         |
| E    | 長二度      | {\displaystyle x^{2}/2^{1}={\frac {\sqrt {5}}{2}}}        | 1.11803399 | 193.157         |
| B    | 長六度      | {\displaystyle x^{3}/2^{1}={\frac {{\sqrt {5}}x}{2}}}     | 1.67185076 | 889.735         |
| F♯   | 長三度      | {\displaystyle x^{4}/2^{2}={\frac {5}{4}}}                | 1.25000000 | 386.314         |
| C♯   | 長七度      | {\displaystyle x^{5}/2^{2}={\frac {5x}{4}}}               | 1.86918598 | 1082.892        |
| G♯   | 増四度      | {\displaystyle x^{6}/2^{3}={\frac {5{\sqrt {5}}}{8}}}     | 1.39754249 | 579.471         |

### 1/4コンマ中全音律の音程の大きさ

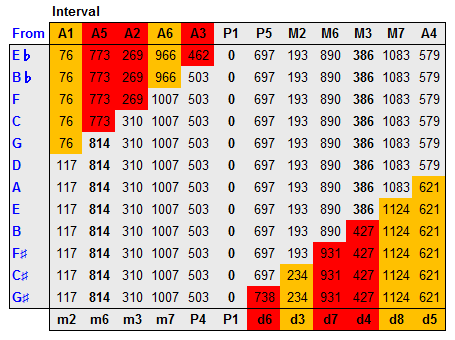
Dを起点とした1/4コンマ中全音律の各音程のセント値の概数。音程名は英語の略称（例：完全五度→P5）。純正音程は太字で記し、ウルフの音程は赤でハイライトしている。

中全音律では異名同音的音程は異なる大きさを持つ。表に上記の12の音からの各音程のおおよそのセント値を示す。
その定義上、1/4コンマ中全音律の11の完全五度は、純正な完全五度より1/4シントニックコンマ分狭い、約696.578セントである。五度圏を閉じるためには、平均律がそうであるように、12の完全五度の平均値は700セントであることが要求されるため、 残る1つは約737.637セントになる(ウルフの五度）。このウルフの五度は異名同音による五度であるため、より正確には減六度である。
- 9つの短三度は約310.265セント、3つの増二度は約269.206セント、その平均値は300セント。
- 8つの長三度は約386.314セント、4つの減四度は約427.373セント、その平均値は400セント。
- 7つの全音階的半音(短二度)は約117.108セント、5つの半音階的半音(増一度)は約76.049セント、その平均値は100セント。

以上のように、中全音律では異名同音的音程の大小関係がピタゴラス音律とは逆転している。

## 他の中全音律
ジョゼッフォ・ツァルリーノはLe istitutioni harmoniche (1558) で、シントニックコンマを7分割し、完全五度を2/7コンマ狭めた、2/7コンマ中全音律を記述している。これは長短三度が共に純正音程よりも1/7コンマ狭くなる。
フランシスコ・デ・サリナスがDe musica libri septem (1577) で記述した1/3コンマ中全音律では短三度が純正となる。
完全五度を狭くする量を1/4コンマよりも少なく、1/5や1/6等とした場合、長三度は純正音程よりも広くなるが、そのかわりウルフが緩和され使用に耐える調が増える。1/12ピタゴラスコンマ分狭くした完全五度を用いれば、全ての完全五度は均等化され、即ちこれは12平均律に等しい。
その他、19平均律や31平均律、43平均律なども中全音律としての性質を持つ。

## 歴史
中世ヨーロッパのピタゴラス音律に基づいた音楽理論では、三度音程は不協和音程として扱われていたが、ルネサンス時代に入りイギリス音楽に由来する三度の和音を多用した曲が多く作曲されると、三度音程の響きの重要性が高まった。バルトロメオ・ラモス・デ・パレーハは Musica practica (1482) の中で当時の鍵盤楽器が一般に中全音律を用いていると述べているので、15世紀にはこの音律が一般化したと考えられる。
初めて数学的に明確な用語によって記述された中全音律の体系はジョゼッフォ・ツァルリーノが Le istitutioni harmoniche (1558) で記述した2/7コンマ中全音律である。
一般に、純正長三度を持つ1/4コンマ中全音律はピエトロ・アーロンの Thoscanello de la musica (1523) に由来すると考えられているが、明確な形での記述は1571年のツァルリーノによるものが最初である。
ミヒャエル・プレトリウスは De Organographia (1618) で鍵盤楽器の調律法として1/4コンマ中全音律を記述し、そのためドイツでは1/4コンマ中全音律はプレトリウスの調律法 (Praetorianische Temperatur) と呼ばれた。
その後の多くの著作家達は1/4コンマ中全音律を模範的な鍵盤楽器調律法とみなしたが、ウルフの五度により演奏できる調が制限されるため、17世紀後半頃からは、より多くの調を使用可能な調律法が要求されるようになった。現在では、ルネサンスから初期バロックにかけての音楽作品の演奏に、1/4コンマ中全音律を用いることが多い。

## 調律法
以下に1/4コンマ中全音律による鍵盤楽器の調律法の例を記述する（Cを基準）。
- CとEとの間のG・D・Aの三音を定める
  - 音叉やピッチパイプ、チューニング・メーターで中央のCを唸りが消えるように合わせる。
  - まず、Cから上にEを純正に取る。
  - 仮にCから下にF・B♭を純正に取る。
  - 仮にEから上にB・F♯と純正に取る。
  - 仮に取ったB♭とF♯の間に同じ唸りに挟まれるようにDを取る。
  - 定まったDとCとの間に同じ唸りに挟まれるようにGを定める。
  - そしてDとEとの間に同じ唸りに挟まれるようにAを最終決定する。

こうしてミーントーン五度が完成。
- ミーントーン五度から長三度を取る
  - あとはGから下にE♭、上にBを純正に取り直す。
  - Dから下にB♭、そして上にF♯を純正に取り直す。
  - Aから下にFを再び取り直し、上にC♯を純正に取る。
  - Eから上にG♯を純正に取って完成。

- 仕上げ
  - 出来上がった中央の十二音を基準に鍵盤の両側全域へ純正な八度に合わせていく。